# زاتور
زاتور (به لاتین: Zátor) یک منطقهٔ مسکونی در جمهوری چک است که در شهرستان برونتال واقع شده‌است. زاتور ۱۹٫۰۸ کیلومتر مربع مساحت و ۱٬۱۹۳ نفر جمعیت دارد و ۳۶۸ متر بالاتر از سطح دریا واقع شده‌است.